# Antoon Sallaert
Antoon Sallaert noto anche come Anthonis Sallaert e con il nome di Anthoni o Antoine (Bruxelles, 1594 – 1650) è stato un pittore, incisore e editore fiammingo attivo a Bruxelles.

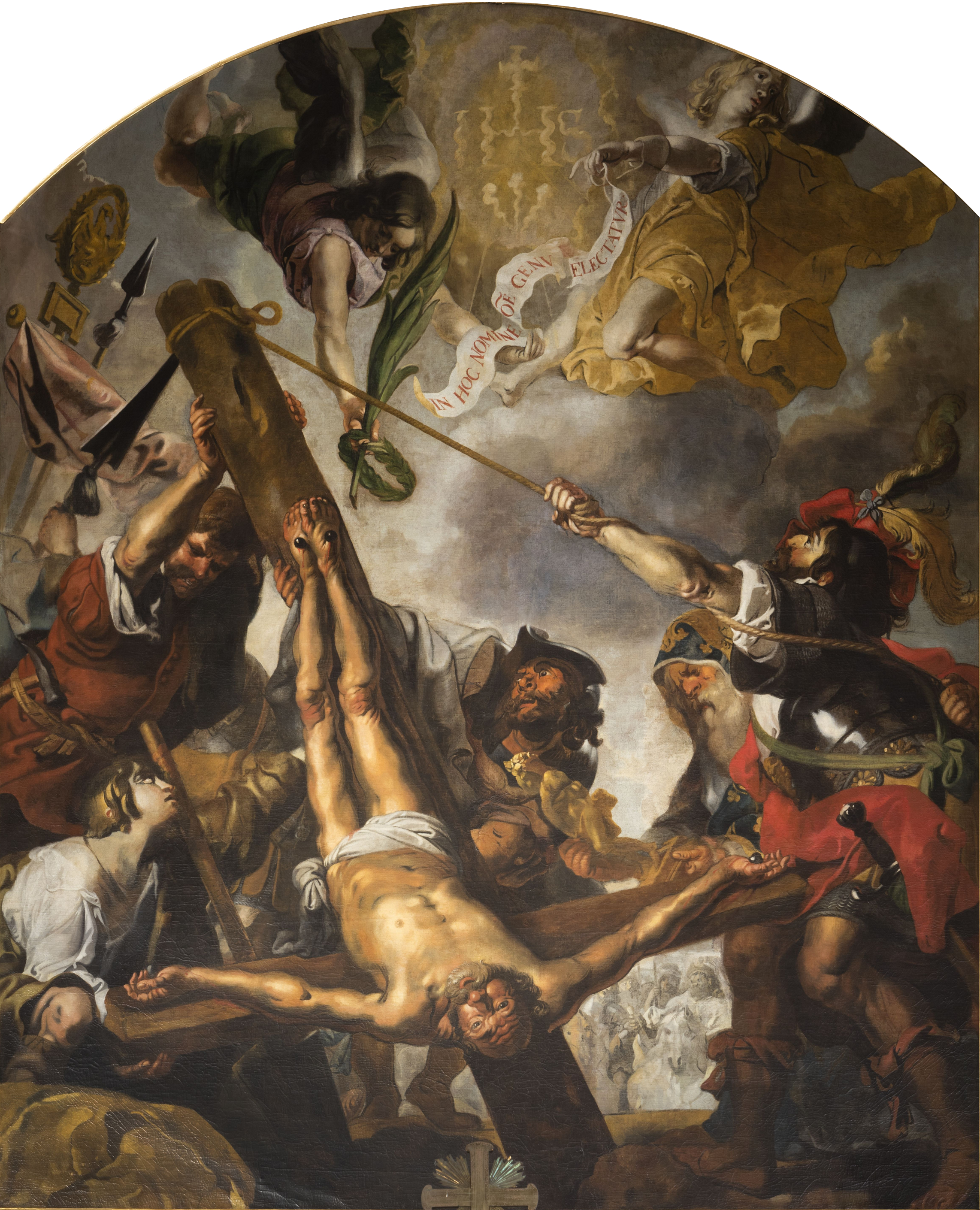
Crocifissione di San Pietro

Sallaert produsse molti dipinti devozionali per la corte degli arciduchi di Bruxelles  Alberto e  Isabella e per le chiese locali. Fu un incisore innovativo ed è accreditato dell'invenzione della tecnica monotipo. Era un importante designer di arazzi per i laboratori di tessitura locale.

## Biografia
Antoon Sallaert fu allievo del pittore di Bruxelles, Michel de Bordeaux a partire dal 1606. Venne registrato come maestro a Bruxelles nella Corporazione di San Luca nel 1613. Alcune fonti menzionano che Sallaert era un allievo di Peter Paul Rubens o che lavorava nel laboratorio di Rubens, ma su questo non sembra esserci alcuna prova, anche se alcune delle sue opere sono vicine allo stile di Rubens.

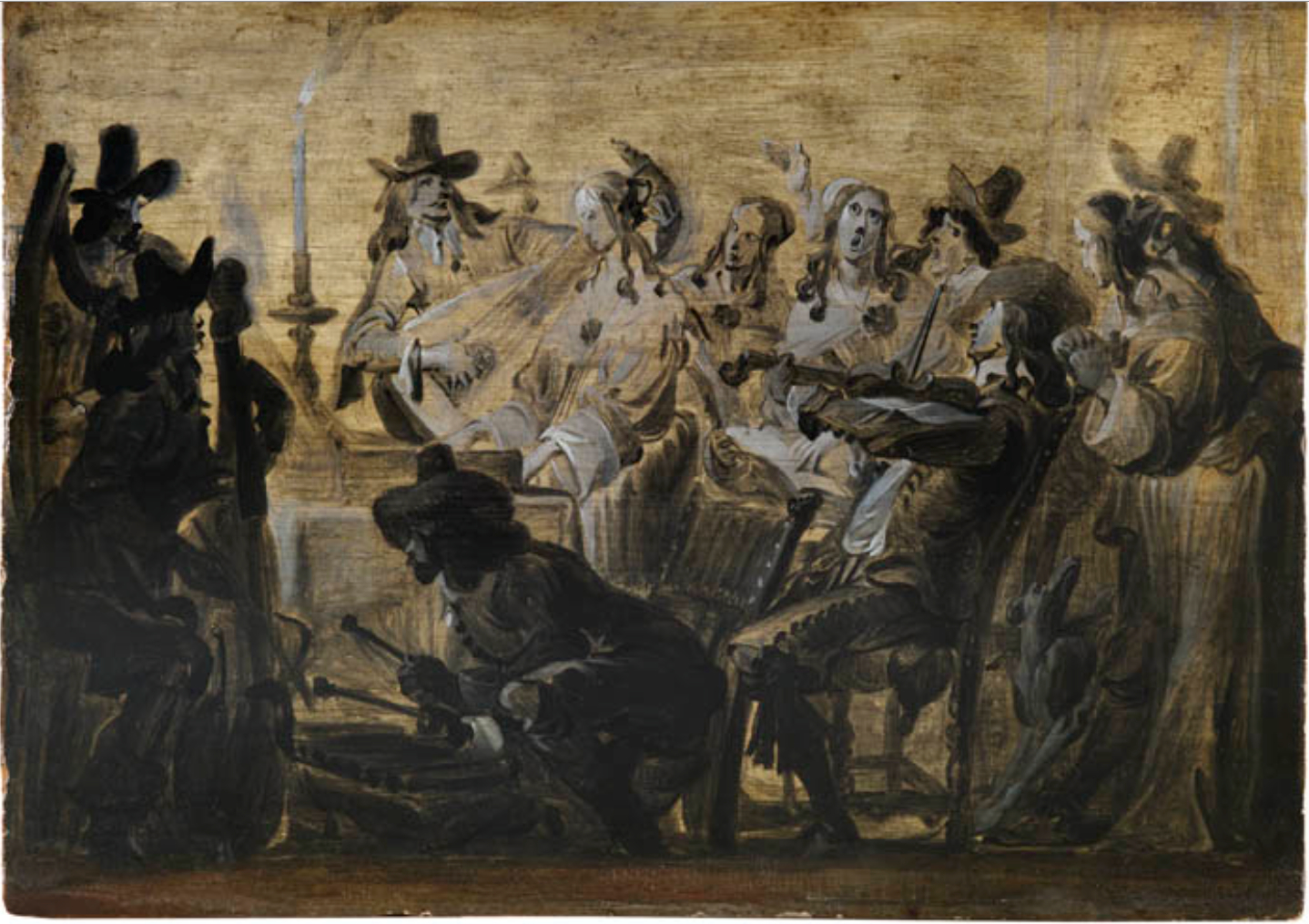
Allegra compagnia che fa musica

Sposò Anna Verbruggen e il loro figlio Jan Baptist (battezzato il 14 febbraio 1612) divenne un pittore sotto la scuola di suo padre.
Negli anni 1620 e 1630 ricevette diverse commissioni dagli arciduchi Alberto e Isabella ma non fu mai designato come pittore di corte. Fu decano della Corporazione di San Luca di Bruxelles nel 1633 e nel 1648. Ricevette commissioni irregolari da nobili locali e produsse composizioni religiose per le chiese dei Gesuiti a Bruxelles e nei dintorni. Fornì disegni per arazzi alle tessiture locali. Nel 1647 accettò una grande commissione dal clero della Onze-Lieve-Vrouwekerk di Alsemberg per dipingere una serie di 11 composizioni sulla storia della chiesa. L'ultimo pagamento registrato ricevuto per la commissione risale al 1649.
Venne inumato nella Chiesa di Notre-Dame de la Chapelle a Bruxelles nel 1650.

## Opere

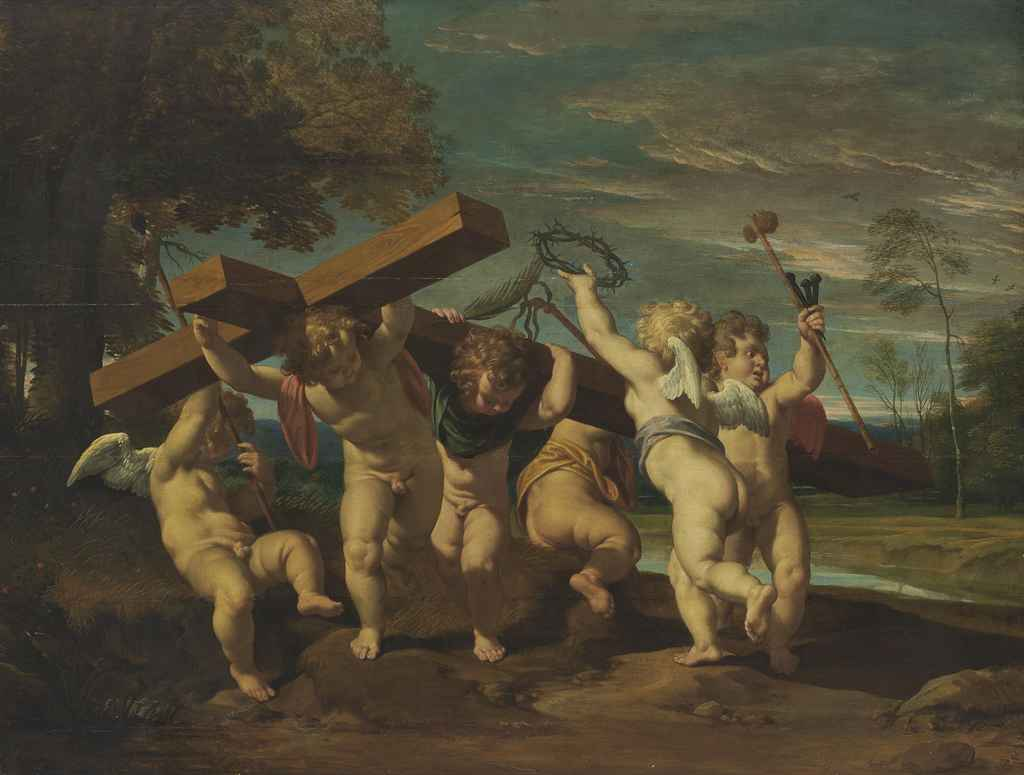
Putti con simboli della Passione

Sallaert era un artista versatile che lavorò su vari generi e media. Dipinse scene religiose, soggetti mitologici e fu anche ritrattista. Contribuì regolarmente a progetti per pubblicazioni locali e produsse molti monotipo. Progettò cartoni per i laboratori di tessitura locali. Era conosciuto ai suoi tempi come un abile disegnatore ed è possibile che i suoi dipinti e disegni siano stati attribuiti ad altri artisti come Rubens o Jacob Jordaens.
Utilizzò i monogrammi ASall f e AS intrecciati.

### Dipinti
Lo stile pittorico di Sallaert è caratterizzato da pennellate nervose, contorni vivaci e distorsioni espressive della composizione e delle figure. Spesso usava lo scorcio come effetto drammatico. Le sue prime composizioni risalenti a prima del 1635 hanno una forte monumentalità e plasticità attraverso effetti di luce, mentre di solito c'è un gruppo di figure. Questi primi lavori seguivano lo stile delle opere di Rubens di c. 1610-20, anche se potrebbe essere quello di Gaspar de Crayer che risiedeva a Bruxelles e dal quale apprese lo stile. He created ambitious figure compositions and portraits in the Rubens manner. Le sue opere successive divennero più drammatiche e il suo stile ebbe una qualità quasi calligrafica e manierata.
Era in primo luogo un abile disegnatore, in particolare nella tecnica dell'inchiostro su carta. Come Rubens, fu un maestro del disegno ad olio. Nonostante una certa dipendenza da Rubens, i suoi schizzi ad olio hanno un approccio e uno stile molto personali. L'uso di un tono di fondo bruno-rossastro è caratteristico dei suoi schizzi ad olio.

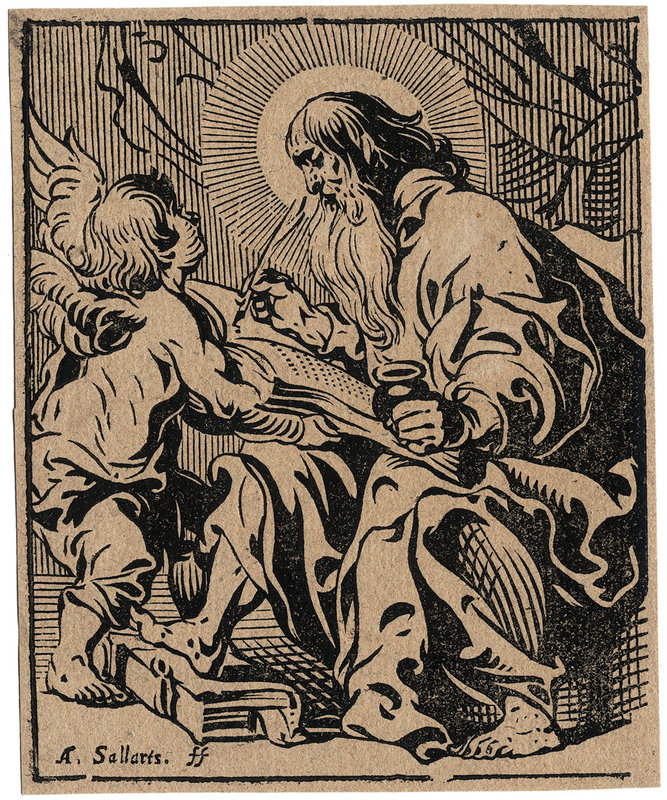
L'evangelista Matteo scrive il Vangelo

Sallaert dipinse molti ritratti che vengono comparati con quelli di Antoon van Dyck.

### Stampe
È soprattutto nelle sue stampe e disegni di stampa che Antoon Sallaert si dimostrò uno degli artisti più originali della scena artistica fiamminga durante l'era di Rubens. Fece solo alcune incisioni. Circa 12 xilografie sono attribuite a Sallaert, alcune delle quali sono illustrazioni per libri, e creò circa 11 monotipi. Le sue stampe, in particolare le xilografie e I monotipi, hanno un chiaro carattere sperimentale. Poiché le incisioni e le xilografie di Sallaert sono molto rare, le tirature erano probabilmente piuttosto limitate. Un esempio delle sue xilografie è L'evangelista Matteo scrive il Vangelo che mostra il suo tratto agile ma forte. Attraverso il contrasto tra superfici luminose e non trattate e macchie dense di nero, Sallaert crea effetti di luce drammatici. Alcune linee e macchie scure di colore sono sufficienti in questa xilografia per dare un carattere forte a volti, corpi e indumenti. Il lavoro ha una visione non convenzionale, anche moderna. Il linguaggio formale di Sallaert a volte confina con la caricatura e il suo uso di una rara carta colorata accentua il carattere sperimentale delle sue xilografie.

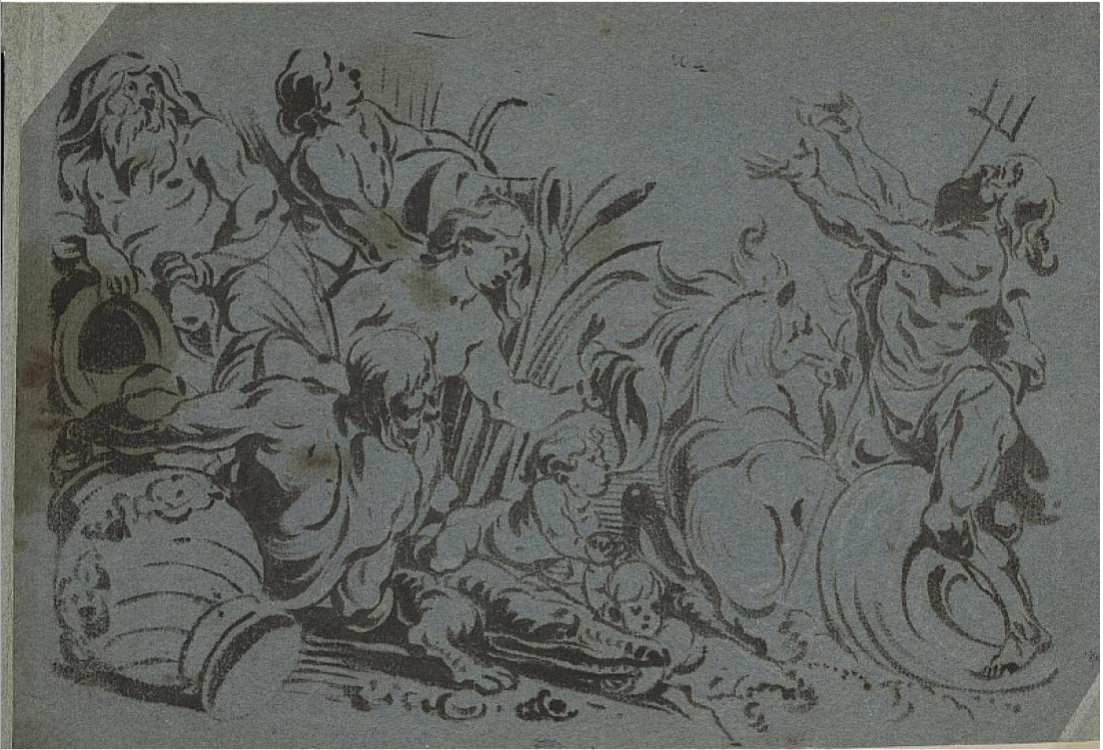
Scena mitologica con Nettuno e gli dei del fiume, monotipo

Non c'è ancora alcuna certezza su chi sia stato l'inventore del processo monotipo. L'artista italiano Giovanni Benedetto Castiglione (1609-64) è spesso considerato il primo artista a produrre monotipi. Disegnò schizzi a pennello intesi come opere d'arte finite e finali. Sallaert cominciò a fare monotipi verso la metà degli anni 1640, normalmente lavorando dal nero al bianco, e ne produsse più di venti sopravvissuti, oltre la metà dei quali sono ambientati di notte. Si ritiene che Sallaert abbia creato i suoi primi monotipi nei primi anni del 1640 ed è quindi da considerarsi l'inventore di questo processo di stampa. Entrambi gli artisti hanno usato la nuova tecnica in modi diversi. Castiglione creò la maggior parte dei suoi monotipi come immagini in campo nero asciugando l'inchiostro su una piastra preparata producendo così linee bianche e grigie. Sallaert, d'altra parte, spazzolò le linee audaci e affusolate sulla superficie di stampa con precisione meticolosa. È probabile che lo stile monotipo di Sallaert sia stato influenzato dalle xilografie chiaroscuro dell'incisore olandese Hendrick Goltzius. Sallaert trovò nel monotipo una tecnica che era la più vicina al disegno e al disegno a olio. I suoi monotipi e disegni sono caratterizzati da linee rigonfianti e estremità affusolate. Aggiungeva spesso dei riflessi bianchi a mano ai suoi monotipi. C'è una chiara economia di linea nei suoi disegni e monotipi rispetto alle sue xilografie e incisioni. Sallaert apprezzò chiaramente, nella tecnica monotipo, la libertà di progettare su una lastra prima di stamparlo su carta.
Egli svolse un ruolo importante come fornitore di disegni e stampe per gli editori di Anversa e Bruxelles. I suoi progetti di stampa superavano il numero di stampe realizzate da lui stesso. Gli incisori di Anversa Cornelis Galle il Vecchio e Christoffel Jegher incisero su legno il frontespizio e le illustrazioni di libri disegnati da Sallaert. Questo attesta gli stretti legami di Sallaert con i circoli artistici di Anversa.  Esempi di pubblicazioni su cui lavorò sono Perpetua Crux sive Passio Jesu Christi, scritto dal gesuita Jodocus Andries. Il libro fu pubblicato per la prima volta nel 1649 ad Anversa da Cornelis Woons e fu spesso ripubblicato tra il 1649 e il 1721. Le 40 illustrazioni furono intagliate da Christoffel Jegher su disegni di Sallaert.

### Disegni per arazzi

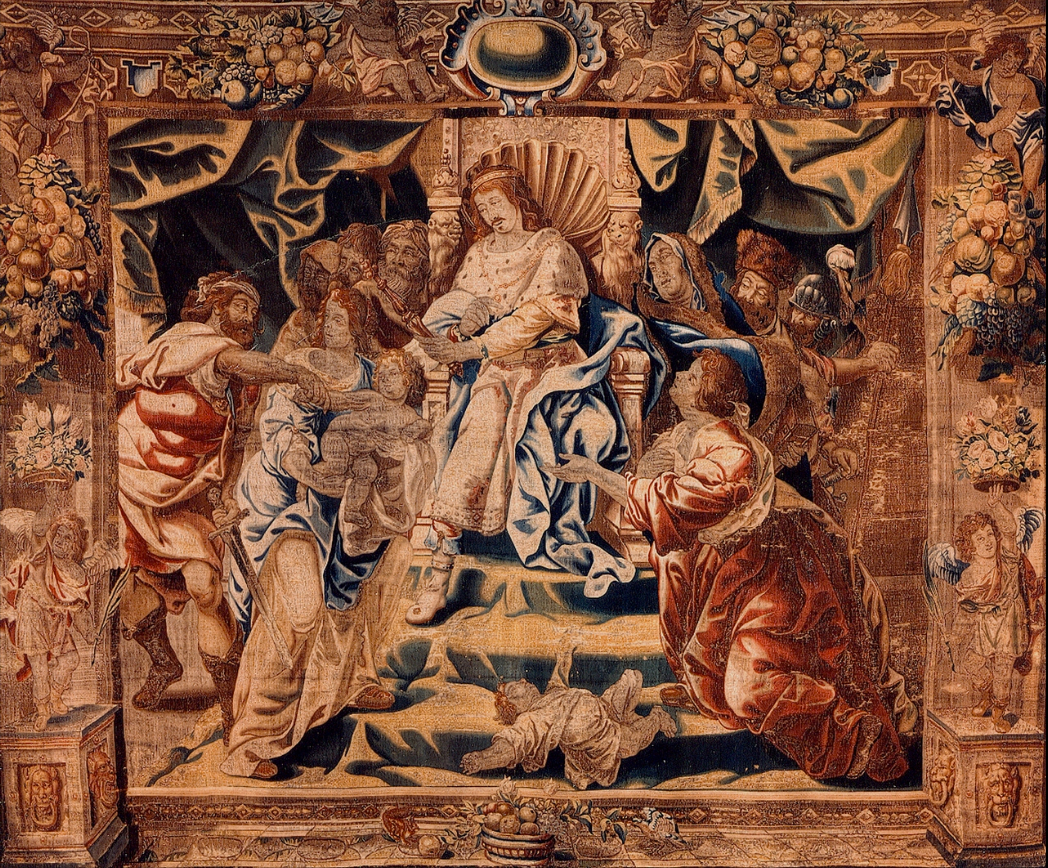
Il giudizio di Salomone

Antoon Sallaert fu un noto disegnatore di arazzi. Alcune delle serie di arazzi su cui lavorò furono Le sofferenze di Cupido, La vita dell'uomo e Sapientia o i poteri che governano il mondo, che aveva un intento moralizzatore. I cartoni per la serie di Cupido possono essere datati approssimativamente tra il 1628 e il 1639. La serie di sette arazzi La vita dell'uomo erano una riflessione sulle età dell'uomo di Otto van Veen, nella sua opere Emblemata Horatiana del 1607. Il re Filippo II di Spagna, nel 1636, acquistò una serie di arazzi de La vita dell'uomo e di Vita di Teseo su disegni di Sallaert.
Nel 1646 Sallaert ottenne sgravi fiscali dal governo della città di Bruxelles in riconoscimento del suo contributo all'industria degli arazzi. Egli aveva sottolineato nella sua richiesta di sgravi fiscali il fatto che la sua introduzione di un nuovo stile nel disegni degli arazzi di Bruxelles rendeva inutile che i laboratori locali assumessero artisti non locali. Ciò mostrò chiaramente un riflesso protezionistico per il coinvolgimento di Jordaens nell'industria degli arazzi di Bruxelles. Nel 1645, pochi mesi prima che depositasse la sua domanda di sgravi fiscali, il produttore di arazzi di Bruxelles Boudewijn van Beveren aveva appeso un cartone di "Proverbi" di Jordaens nella chiesa di Santa Caterina. Questo probabilmente aveva ferito l'ego di Sallaert. I suoi disegni di arazzi comprendevano adattamenti di cartoni del XVI secolo. Come altri disegnatori di arazzi contemporanei, Sallaert sviluppò una miscela di stili tradizionali del XVI e XVII secolo, mescolando così monumentalità monodimensionale e profondità tridimensionale.